# Pávics György
Pávics György (horvátul: Đuro Pavić) (Szalánta, 1940 – Pécs, 2020 október 24.) magyarországi horvát író, költő, műfordító.
Szakmája szerint oktató volt. Fellépett a kommunista asszimilációs politikája ellen.
Műveit 1969–1977 között írta. A stílusára az új irányvonal volt a jellemző és a verseit a hagyományos és a modern líra határa területén írta.

## Művei
- Elég, Pécs, 1990.
- Szupertigris (fordító)[4]

Dalai közül néhányat a magyarországi horvát költők antológiája 1945-2000. című könyvben is szerepel, melyet Blazsetin István szerkesztett.
Saját munkáit a Magyarországi Horvát Írószövetség antológiájában is megtaláljuk.